# Préalpes orientales méridionales
Pour les articles homonymes, voir Préalpes.

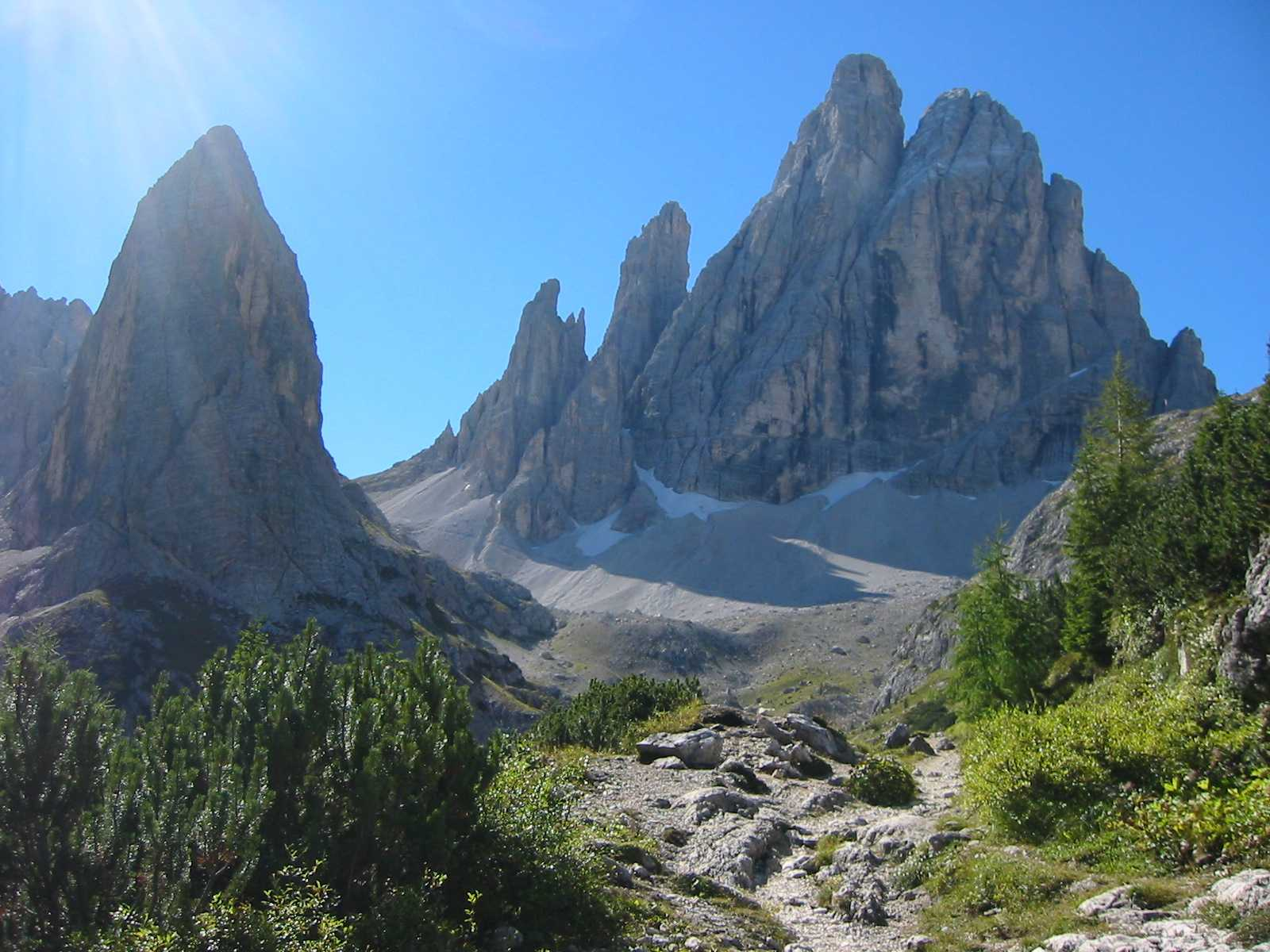
Les sommets du Croda dei Toni (3094 m) dans les Dolomites.

Les Préalpes orientales méridionales constituent un ensemble des Alpes s'étendant au sud des Alpes orientales centrales, du nord de l'Italie (Trentin-Haut-Adige) au nord de la Slovénie en passant par l'extrême sud de l'Autriche (Carinthie).

## Classification
Cette subdivision est basée sur la division des Alpes en deux parties, Alpes occidentales et Alpes orientales, dans la littérature germanophone. La distinction s'oriente sur les différences géologiques et géomorphologiques exposées le long de la frontière entre l'Autriche et la Suisse au Rhin alpin et via le col du Splügen vers le sud jusqu'au lac de Côme. Le principe est répandu en particulier par la classification orographique des Alpes orientales développée par les clubs alpins allemand, autrichien et sud-tyrolien (Alpenvereinseinteilung der Ostalpen, AVE).
La classification traditionnelle de la « Partition des Alpes » (Partizione delle Alpi, adoptée en 1926) regroupe sous les Alpes orientales les massifs à l'est du col du Brenner. La proposition récente de la subdivision orographique internationale unifiée du système alpin (SOIUSA) vise à normaliser les diverses subdivisions alpines nationales afin d'aboutir à un résultat acceptable par l'ensemble des pays de l'arc alpin.
D'un point de vue géographique, la ligne insubrienne délimite la chaîne principale des Alpes du domaine des Préalpes orientales méridionales comprenant les Préalpes italiennes et le massif des Dolomites. Les Préalpes orientales différent des Alpes orientales centrales par leur nature géologique, à savoir qu'elles sont composées de roches sédimentaires et non de roches cristallines. Leurs sommets sont également moins élevés.

## Massifs
Les massifs (d'est en ouest) qui constituent les Préalpes orientales méridionales sont (la numérotation est celle de la carte ci-contre) :

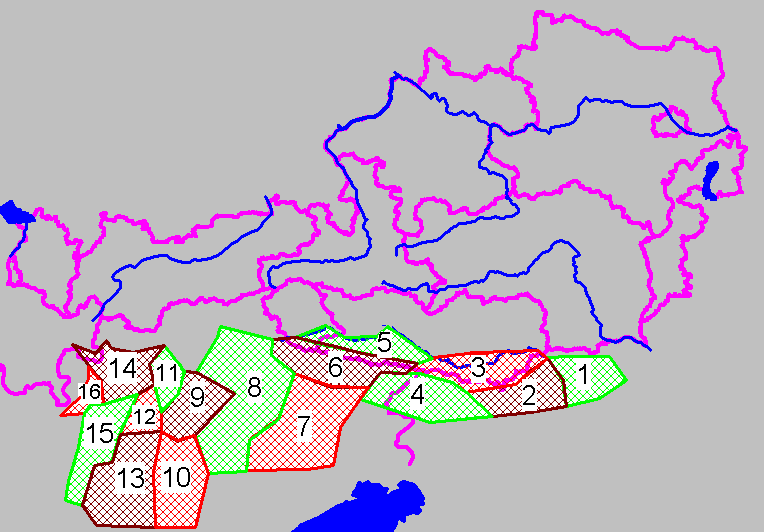
Les massifs des Préalpes orientales méridionales
(en rose, les frontières des Lands autrichiens et des pays frontaliers).

- Pohorje (allemand : Bachergebirge) (1)
- Alpes kamniques ou Alpes de Savinja (2)
- Karavanke (3)
- Alpes juliennes (4)
- Alpes de Gailtal (5)
- Alpes carniques (6)
- Préalpes carniques (7)
- Dolomites (8)
- Alpes de Fiemme (9)
- Préalpes vicentines (10)
- Massif de Non (11)
- Massif de Brenta (12)
- Montagnes autour du lac de Garde (13)
- Massif de l'Ortles (14)
- Massif d'Adamello-Presanella (15)
- Massif de Sobretta-Gavia (16)